# 파랜드
《파랜드 시리즈》(ファーランド)는 일본 TGL에서 개발한 게임 시리즈이다. 턴식 전략 시뮬레이션 게임이며, 첫 7개작은 PC98전용으로 출시되었다.

## 역사
일본에서 1993년 10월 15일에 <파랜드 스토리> 출시로 시작되었다. 첫 3작품을 제외하면 각판의 주인공은 다르지만, 어느정도의 연관성을 찾을 수는 있다. 2002년 2월 15일에 파랜드 심포니가 출시된 이후로 더 이상 후속작은 나오지 않는 상태이다. 해외에도 출시되었는데, 대한민국에서는 파랜드 스토리 6,7만 빼고 나왔지만 한 발매사에서 쭉 나온 게 아닌 탓에 작품명이 여러 번 바뀌었다.

## 작품 목록
- 파랜드 스토리 시리즈
  - 파랜드 스토리
  - 파랜드 스토리2 - 부제 : 아크왕의 원정
  - 파랜드 스토리3 - 부제 : 천사의 눈물
  - 파랜드 스토리4 - 부제 : 은빛 날개 (대한민국 출시명 : 판타스틱 파랜드1 은빛 날개)
  - 파랜드 스토리5 - 부제 : 대지의 인연 (대한민국 출시명 : 판타스틱 파랜드2 대지의 인연)
  - 파랜드 스토리6 - 부제 : 신들의 유산
  - 파랜드 스토리7 - 부제 : 수왕의 증인
  - 파랜드 스토리8 - 부제 : 광신의 도시 (대한민국 출시명 : 파랜드 사가 광신의 도시)

- 파랜드 사가(파랜드 택틱스) 시리즈
  - 파랜드 사가 - (대한민국 출시명 : 파랜드 택틱스)
  - 파랜드 사가2 - 부제 : 시간의 이정표 (대한민국 출시명 : 파랜드 택틱스2 시간의 이정표)

- 파랜드 오딧세이(파랜드 택틱스) 시리즈
  - 파랜드 오딧세이 - (대한민국 출시명 : 파랜드 택틱스3 전설을 계승하는자)
  - 파랜드 오딧세이2 - (대한민국 출시명 : 파랜드 택틱스4 그대에게 바치는 세레나데)

- 파랜드 심포니 - (대한민국 출시명 : 파랜드 택틱스5 파랜드 심포니)